# Ceija Stojka
Ceija Stojka (n. 23 mai 1933, Kraubath an der Mur⁠(d), Stiria, Republica Austriacă – d. 28 ianuarie 2013, Viena, Austria) a fost o scriitoare, pictoriță, activistă și muziciană austriacă de etnie romă, supraviețuitoare a Holocaustului.

## Viața
Stojka s-a născut în Kraubath an der Mur, regiunea Stiria, Austria în 1933 ca al cincilea din cei șase copii ai mamei Maria „Sidi” Rigo Stojka și a tatălui Karl „Wackar” Horvath. Doi dintre frații ei, Karl „Karli” Stojka și Johann „Mongo” Stojka, au fost și scriitori și muzicieni. 
Familia era romano-catolică, în varianta Roma Lovara, membrii clanului Bagareschtschi din partea tatălui, și a clanului Giletschi, din partea mamei. Stojkașii erau comercianți de cai ale căror rulote rămâneau iarna la Viena, iar vara mergeau în satele austriece, din care familia își trăgea rădăcinile de peste 200 de ani. Împreună cu mama ei și cu patru dintre cei cinci frați, a supraviețuit Holocaustului și internării în lagărele morții de la Auschwitz, Ravensbruck și Bergen-Belsen. Tatăl Ceijei a fost trimis în lagărul de concentrare din Dachau, apoi la Schloss Hartheim, unde a fost ucis. Fratele ei cel mai tânăr, Ossi, a murit în "Zigeunerfamillienlager" (Lagărul pentru familiile de țigani) din Auschwitz-Birkenau în 1943. 
Stojka, mama ei și surorile ei, internate la Bergen-Belsenau, au fost eliberate de britanici în 1945 și s-au întors la Viena. Ceija a început școala la vârsta de doisprezece ani în clasa a doua. 
Stojka a avut doi copii, un fiu în 1949 și o fiică în 1951. Fiul ei Jano, un muzician de jazz, a murit din cauza drogurilor în 1979. Ea și-a câștigat traiul vânzând țesături din ușă în ușă, precum și covoare până în 1984. Ulterior, ea a locuit la Viena ca scriitoare, pictoriță, cântăreață și lectoră publică. 
În 1992, Ceija a devenit purtătoarea de cuvânt a Austriei pentru recunoașterea genocidului romilor și a sintilor, fiind, de asemenea, o voce în lupta împotriva discriminării pe care romii o suferă în toată Europa. 

## Autobiografii
Stojka a scris trei autobiografii. Prima, Trăim în izolare: Amintirile unui romani, a fost publicată în 1988 și a fost una dintre primele lucrări populare care au făcut publice problemele privitoare la persecuția nazistă a poporului rom austriac. Publicația a primit o atenție publică substanțială pentru subiectul său, precum și pentru faptul că o femeie a scris-o, încălcând convenția romani.  Ea a continuat să exploreze aceste probleme în Călătorii pe această lume (1992) și Visez că sunt viu - Eliberate din Bergen-Belsen (Träume ich, dass ich lebe - Visez că trăiesc) (2005). Toate cele trei cărți au fost publicate cu ajutorul lui Karin Berger ca redactor. 

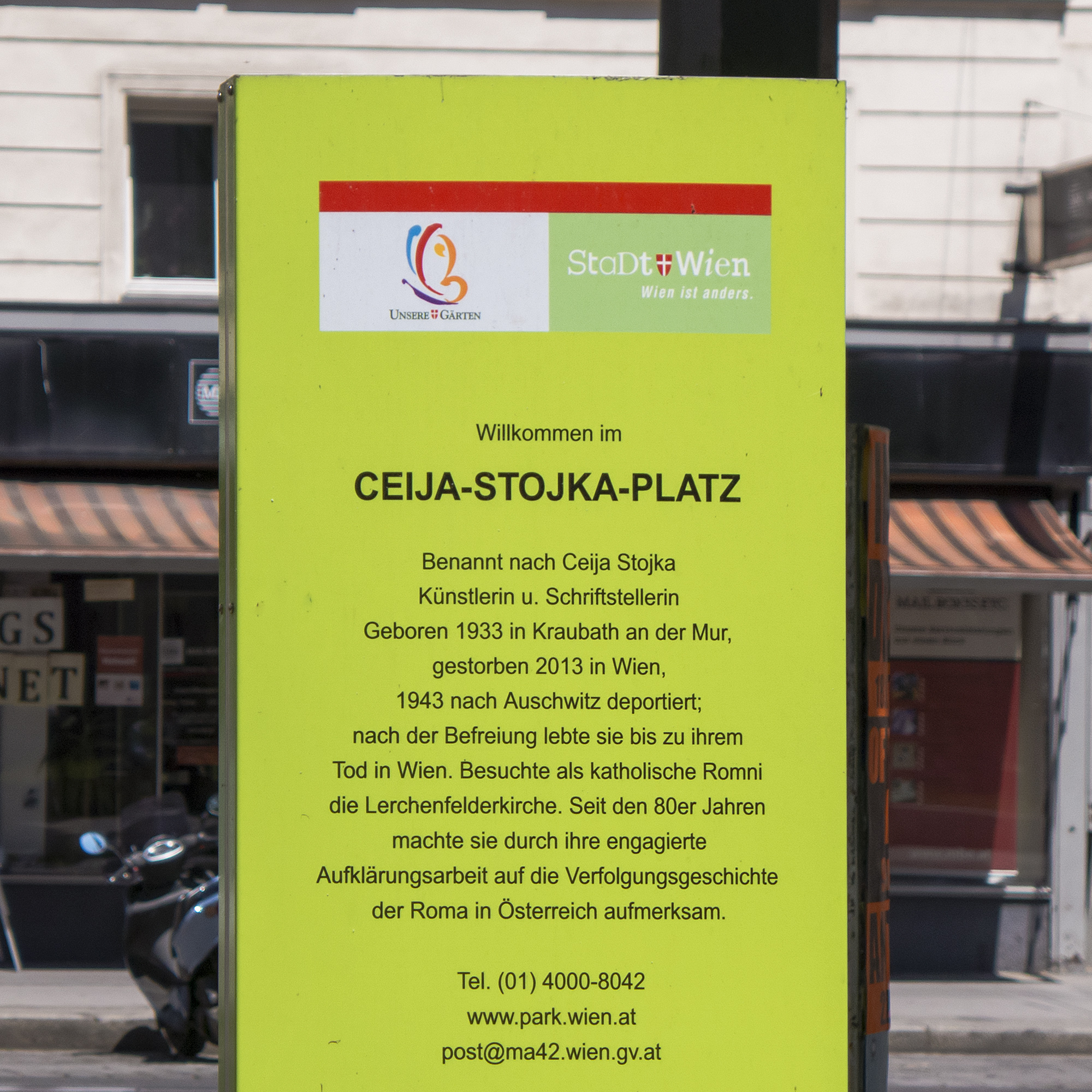
Un semn comemorativ pentru Ceija Stojka Platz din Viena, Austria.

Doi dintre frații lui Stojka, Karl și Mongo Stojka, au publicat, de asemenea, autobiografii despre experiențele familiei lor în vremea persecuției romilor austrieci sub naziști. Karl Stojka, al patrulea copil din familie, a lansat în 1994 Auf der ganzen Welt zu Hause (Din toată lumea acasă). Mongo Stojka, cel mai în vârstă bărbat din familie, a publicat Papierene Kinder: Glück, Zerstörung und Neubeginn einer Roma-Familie in Österreich în 2000. Aceste autobiografii suprapuse sunt printre singurele oportunități de a compara amintirile membrilor familiei care au supraviețuit Holocaustului și de a considera „experiențele separate și colective ale unui eveniment traumatic istoric major”  având în vedere că doar aproximativ 18% dintre romii austrieci au supraviețuit persecuției naziste. 
Autoarea austriacă Karin Berger , editor al mai multor cărți de Ceija Stojka, este cunoscut și ca cineast și a publicat două filme documentare despre viața și opera lui Ceija Stojka: 
Ceija Stojka, Austria 1999, 85 min. [Navigator Film]  și Unter den Brettern hellgrünes Gras / The Green Green Gras Beneath, Austria 2005, 52 min. [Navigator Film] 
Stojka este prezentat în filmul documentar Forget Us Not din 2013, care urmărește mai mulți supraviețuitori non-evrei ai Holocaustului . 

## Artă
Stojka a început să picteze la 56 de ani folosind instrumente de pictură neconvenționale precum degetele și scobitori. Ea a lucrat cu „tot ce vine între [de] degete”, inclusiv carton, borcane de sticlă, cărți poștale și aluat cu sare. 
Opera sa își are rădăcinile în expresionismul german și în arta populară  și înfățișează lagărele morții, precum și imagini „idilice” din viața de familie în vagonul lor pictat înainte de Holocaust.  O expoziție retrospectivă din 2014 „We Were Ashamed” a descris corpul ei de lucru drept două cicluri.  Primul, intitulat „Chiar și Morții îi este frică de Auschwitz”, își prezintă amintirile despre lagărele de concentrare și este compus în principal din desene în cerneală alb-negru și relativ puține picturi în ulei. Al doilea „Ciclul luminos” implică picturi colorate în ulei din natură, peisaje, vagoane rome, dans și familie. 
Arta ei a fost expusă în toată Europa, în Japonia și în Statele Unite. 
De asemenea, a lansat un CD cu melodii ale comunității Lovara, intitulat Me Diklem Suno („Am visat”).
În 2018, a fost creat Fondul Internațional Ceija Stojka pentru a contribui la cunoașterea și influența internațională a activității Ceijei Stojka (1933-2013). Expozițiile din Franța (Marsilia, Paris) „Ceija Stojka, un artist rom în secol" produs de Lanicolacheur și La maison rouge cu sprijinul fundației Antoine de Galbert și al Forumului cultural austriac au inspirat crearea Fondului. Fondul adună personalități care, de la întâlnirea esențială dintre Ceija Stojka și Karin Berger (autor și realizator de film) în 1986, contribuie la recunoașterea și promovarea internațională a operei sale. Angajamentul lui Ceija Stojka ca activist, artist și purtător de cuvânt a condus la studierea și expunerea lucrărilor sale în Europa, Japonia și SUA. Acest lucru a fost posibil datorită unui număr de curatori dedicați, experți, oameni de știință și prieteni.

## Premii
- Premiul Bruno Kreisky (1993) pentru carte politică pentru Wir leben im Verborgenen (tradus ca Trăim în izolare - 1988)
- Premiul Joseph Felder pentru meritul civic și munca în interesul general (2000)
- Medalia de aur de merit acordată de Statul Federal Viena (2001) [20]

## Lucrări
- Wir leben im Verborgenen. Erinnerungen einer Rom-Zigeunerin - tradus ca „Trăim în izolare. Amintirile unui romani "(1988)
- Reisende auf dieser Welt - tradus ca „Călători pe această lume” (1992)
- Meine Wahl zu schreiben - ich kann es nicht (2003 - Gedichte)
- Me Diklem Suno "Am visat" (CD-audio)[18]
- Träume ich, dass ich lebe? Befreit aus Bergen-Belsen - tradus ca „Visez că sunt viu? - eliberat din Bergen-Belsen” (2005)
- Auschwitz ist mein Mantel (monografie cu desene, tablouri și poezii, ed. Christa Stippinger, 2008)
- Sogar der Tod hat Angst vor Auschwitz (Până și Morții îi este frică de  Auschwitz) (monografie în germană, engleză, romane cu desene, guașe, tablouri, ed. Lith Bahlmann, Matthias Reichelt, 2014)
- Ceija Stojka. Une artiste rom dans le siècle. Un artist rom în secol (monografie în franceză, engleză cu desene, guașe, tablouri, ed. Maison Rouge, 2018)

## Articole conexe
- Listă de artiști plastici și arhitecți austrieci